# 尼維-胡賓斯基
50°31′58″N 25°4′55″E / 50.53278°N 25.08194°E
尼維-胡賓斯基（羅馬化：Nyvy-Hubynski）是烏克蘭西部沃倫州盧茨克區霍羅迪謝市鎮負責管轄，面積4.57平方公里，海拔高度247米，2024年人口92，人口密度每平方公里30.85人。